# 詹姆斯·M·提亚杰
詹姆斯·M·提亚杰（英語：James Michael Tiedje，1942年—）是一位美国微生物学家，密西根州立大學教授，研究方向为微生物与农业科学，2003年当选美国国家科学院院士，2005年任美国微生物学会会长。